# Козеко, Николай Иванович
Никола́й Ива́нович Козе́ко (бел. Мікалай Іванавіч Казека, род. 5 апреля 1950, Минск) — белорусский тренер по фристайлу, чьи ученики завоевали восемь олимпийских медалей. Чемпион СССР в прыжках на батуте (1972). Заслуженный тренер Белорусской ССР (1990). Полный кавалер ордена Отечества.

## Биография
Родился 5 апреля 1950 года в Минске в семье учительницы младших классов Ольги Дмитриевны и главного редактора Белгосиздата Ивана Дорофеевича Козеко.
В юности занимался прыжками на батуте. В 1965 году принимал участие в первых Всесоюзных соревнованиях в этом виде спорта, которые проходили в Ереване. В 1972 году стал чемпионом СССР в прыжках на батуте, неоднократно был призёром страны.
После окончания спортивной карьеры Николай Козеко пробовал себя в должности тренера по прыжкам в воду. В 1986 году стал старшим тренером сборной БССР по фристайлу, в дисциплине «лыжная акробатика». С 1993 года — бессменный главный тренер национальной команды Республики Беларусь.
Ученики Николая Козеко завоевали на зимних Олимпийских играх восемь медалей различного достоинства, в том числе четыре золотые.
| Олимпиада           | Спортсмен         | Медаль  |
| ------------------- | ----------------- | ------- |
| Нагано—1998         | Дмитрий Дащинский | Бронза  |
| Солт-Лейк Сити—2002 | Алексей Гришин    | Бронза  |
| Турин—2006          | Дмитрий Дащинский | Серебро |
| Ванкувер—2010       | Алексей Гришин    | Золото  |
| Сочи—2014           | Алла Цупер        | Золото  |
| Сочи—2014           | Антон Кушнир      | Золото  |
| Пхенчхан—2018       | Анна Гуськова     | Золото  |
| Пекин—2022          | Анна Гуськова     | Серебро |

Женат. Сын — Александр, специалист в области искусственного интеллекта, живёт в Германии.
Хобби: коллекционирование марок, балет.
Признан лучшим тренером 2014 и 2018 года в Беларуси

## Общественная деятельность
18 августа подписал открытое письмо представителей спортивной отрасли Республики Беларусь с требованием признать недействительными выборы президента Республики Беларусь, прошедшие 9 августа 2020 года.

## Государственные награды
- Орден Отечества I степени (2014)
- Орден Отечества II степени (2006)
- Орден Отечества III степени (2002)[4]
- Орден Почёта (2010)[5]
- Медаль «За трудовые заслуги» (1998)[6]